# Pamětní medaile manifestačního sjezdu dobrovolců let 1918–1919
Pamětní medaile manifestačního sjezdu dobrovolců let 1918–1919, je spolková pamětní dekorace, která byla vydána v Brně roku 1938 při příležitosti jubilejních oslav pluku Svobody III.
Medaile byla ražena z bronzu a autorem byl medailér O. Šebor.